# Partido de Chillán
Partido de Chillán es una división territorial del Imperio español dentro de la Capitanía General de Chile. Corresponde a la antigua Provincia o Corregimiento de Chillán, que desde 1786  forma parte de la Intendencia de Concepción.
Su asiento estaba en la Ciudad de San Bartolomé de Gamboa.
Según el censo de los partidos de la provincia de Concepción conforme a las matrículas de 1812, presentados para el censo de 1813, los curatos de Chillán y Pemuco tenían 14 576 y 6365 habitantes respectivamente.
Era regida por el Subdelegado de Chillán. Posteriormente, se segrega el territorio al norte del río Ñuble conformando el Partido de San Carlos. En 1823, cambia su denominación a Delegación de Chillán.